# Pangallo (cognome)
Pangallo è un cognome di lingua italiana.

## Varianti
Pangalli.

## Origine e diffusione
Il cognome è tipicamente siciliano.
Potrebbe derivare dal greco pan, "tutto", e kalós, "bello". Condivide quest'ultimo elemento con cognomi quali Calò e Calogero.

## Persone
- Riccardo Pangallo – attore e comico italiano